# Villers-sous-Prény
Villers-sous-Prény è un comune francese di 348 abitanti situato nel dipartimento della Meurthe e Mosella nella regione del Grand Est.

## Società

### Evoluzione demografica
Abitanti censiti